# FA Cup 1905/1906
Třicátý pátý ročník FA Cupu (anglického poháru), který se konal od 23. září 1905 do 21. dubna 1906. Celkem turnaj hrálo již nově 64 klubů.
Trofej získal klub poprvé v klubové historii Everton FC, který ve finále porazil Newcastle United FC 1:0.